# Falamansa
Falamansa es un grupo brasileño de forró creado en 1998 en São Paulo, ganador de un Premio Grammy Latino en 2014 por su álbum Amigo Velho.

## Biografía
Falamansa nació en la ciudad de São Paulo en 1998. Con el éxito del género musical conocido como forró en las noches de esa ciudad, surgió un movimiento para atender la demanda de las discotecas y del público adolescente, que se identificó con el baile y el ritmo contagioso de dicho estilo.
Los integrantes Josivaldo, Dezinho, Tato, Alemão y Valdir interpretaban las canciones de importantes músicos y compositores como Luiz Gonzaga y Jackson do Pandeiro, mezclando el llamado "forró universitário" o "forró pé-de-serra" con las raíces de la música nordestina. En 2001, el grupo había vendido más de un millón de copias en Brasil.
En 2014, el disco Amigo Velho ganó un Premio Grammy Latino en la categoría de mejor álbum de música de raíces en lengua portuguesa.

## Músicos
- Tato - voz y guitarra
- Alemão - zabumba
- Dezinho - triángulo y percusión
- Valdir - acordeón

## Discografía
- Deixa Entrar (Deckdisc - 2000)
- Essa é pra Vocês (Deckdisc - 2001)
- Simples Mortais (Deckdisc - 2003)
- Um dia Perfeito (Deckdisc - 2004)
- MTV ao Vivo (Deckdisc - 2005)
- Segue a Vida (Independiente - 2007)
- Essencial (Sony/BMG - 2008)
- 10 anos Rindo à Toa - Por um mundo melhor!!! (Independiente - 2010)
- As Sanfonas do Rei (Deckdisc - 2012)
- Amigo Velho (Deckdisc) - 2014)
- Lá da Alma (Independiente) - (2016)